# شوپفلوخ (بایرن)
شوپفلوخ (به آلمانی: Schopfloch) یک شهر در آلمان است که در آنسباخ واقع شده‌است.